# غل قشلاق (كوثر)
غل قشلاق هي قرية في مقاطعة كوثر، إيران. عدد سكان هذه القرية هو 15 في سنة 2006.